# زندگی خیالی فرشتگان
زندگی خیالی فرشتگان (فرانسوی: La Vie rêvée des anges‎) فیلمی در ژانر درام است که در سال ۱۹۹۸ منتشر شد. از بازیگران آن می‌توان به الودی بوشه، ناتاشا رنیه و کورین مازیرو اشاره کرد.
آلودی بوشه و ناتاشا رنیه جایزه بهترین بازیگر زن جشنواره فیلم کن سال ۱۹۹۸ میلادی را برای بازی در این فیلم دریافت کرد.